# GameStick
GameStick（ゲームスティック）は2013年11月15日発売のAndroid搭載の家庭用ゲーム機。

## 概要
GameStickはテレビのHDMIポートに挿して使用するスティック型の家庭用ゲーム機である。USBメモリに似た形状の本体は可搬性に優れ、同梱の専用薄型Bluetoothゲームパッドに収納することもできる。カラーバリエーションはホワイト・ブラック・レッドの3色。価格79USドルと家庭用ゲーム機としては安価である。
OSにAndroidを採用。一般的なAndroid開発環境と公式SDKとを用いて自由にゲーム開発可能なオープンプラットフォームである。
12ヶ月のプロトタイプ開発期間を経て、2013年1月2日にクラウドファンディングサイトKickStarterキャンペーンとして発表されると初日に目標額10万ドル以上、1ヶ月の期間全体で64万7658ドルの資金を5691人の後援者から獲得した。後援者への見返りとして、69ドル以上300ドル未満出資者には2013年4月に製品版（ブラック×ライトグリーンの限定色「Kickstarter Special Edition」を含む4色から選択可能）、300ドル以上1000ドル未満出資者には同年3月にプロトタイプ版（先行開発者向け）、1000ドル以上出資者には同年4月にゴールドの限定版GameStickが贈られる（後述のように実際には延期された）。
ロンドンに本社を置く開発元PlayJam社は欧米・アジア・アフリカにおけるスマートテレビ用カジュアルゲーム配信サービス事業で豊富な実績を持ち、有名スタジオを含む多数のデベロッパーがすでにGameStick対応ゲームを開発中であるとしている。
将来的にはMiracastに対応し、同じくMiracast対応のテレビ等へのゲーム画面転送が可能となる予定である。加えて、テレビに接続したGameStick本体をMiracast受信機として利用する機能も検討中とされる。
2013年6月25日発売予定。同年2月13日より公式ウェブサイトショッピングページにて通信販売予約が受け付けられている。送料は米国内9.99ドル、米国外24.99ドル（関税が課せられた場合は客負担）。ビデオゲーム専門店GameStop（米）・GAME（英）での販売が決定しているほか、各国の小売店で販売を予定している。
なお当初のKickstarter後援者向け出荷予定は2013年4月だったが、同年4月7日に計画の遅れを明らかにし、「6月最終週」出荷に延期した。予約ページ記載の発売予定日も4月30日から6月25日に変更されている。ただし、開発者向けプロトタイプ版はやや遅れたものの先行して出荷されている。その後発売予定日は9月30日、10月29日、11月15日と延期が重ねられた。
TechCrunchは2013年末に公開した記事「2013年のガジェット：そのベストとワースト」において、「だめだったガジェット」の一つにGameStickを選出し、失敗したゲーム機と評した。

## オプション・周辺機器

### GameStick Dock
2013年1月19日に発表された拡張クレードル。GameStickゲームパッドのワイヤレス充電機能およびイーサネットポート×1・USBポート×3・HDMIポート×2・SDカードスロット（最大64GB対応）×1を備える。価格24.99ドル。

### GameStick Case
ロゴが刻まれた透明のGameStick専用キャリングケース。価格9.99ドル。

## 提携企業
- Green Throttle Games - 同社のリビング向けアプリ規格「Green Throttle」対応ゲームをGameStickにてプレイ可能である。
- Avantis - 同社のハードウェアでもGameStickプラットフォームを利用することができる。
- Pivos Technology Group - GameStick用にXBMCを提供する。

## 参照
1. ↑  “Production Update.”.   KickStarter. 2013年4月7日閲覧。
2. ↑  “GameStick release bumped to next week due to production and logistics delays”.   vg247 (2013年11月9日). 2014年4月11日閲覧。
3. ↑  “2013年のガジェット: そのベストとワースト”.   TechCrunch Japan (2014年1月1日). 2014年4月11日閲覧。